# Друкарський хрестик
Друкарський хре́стик (U+2020 † DAGGER (HTML &#8224;⧼dot-separator⧽ &dagger;)) — друкарський знак.
Подві́йний хре́стик (U+2021 ‡ DOUBLE DAGGER (HTML &#8225;⧼dot-separator⧽ &Dagger;)) — варіант з двома рисками.
Хрестик іноді можна сплутати з псевдографічним символом (┼, U+253C). В ASCII-текстах замість хрестика використовують знак плюс (+).